# City of London Police
A Polícia da Cidade de Londres é a corporação responsável pelo policiamento na Cidade de Londres, também chamada de "Square Mile" (milha quadrada) - por causa de sua pequena extensão. É uma corporação distinta da Polícia Metropolitana de Londres (Scotland Yard), que atua na região metropolitana de Londres, mas não na Cidade.
Conta com 1.200 servidores, incluindo 813 policiais efetivos e outros extra-numerários, como 85 “special constables” (Condestáveis ou Conscritos Especiais - Políciais Voluntários que trabalham em suas horas livres) e 48 “PCOS” (Police Community Support Officer - Oficiais de Polícia para Apoio a Comunidade - agentes públicos municipais com poder delegado.) Tem três postos policiais localizadas em  Snow Hill, Wood Street e Bishopsgate. É a força policial com responsabilidade sobre a menor área territorial de Inglaterra e Gales - a milha quadrada - e a que possui menor efetivo.
A Cidade de Londres tem uma população residente de cerca de 8.600 habitantes e 4.421 residências famíliares,  mas esse número é diariamente aumentado por cerca de 300.000 pessoas em trânsito e turistas, ampliando, consideravelmente, a atuação da pequena força.

## Organização
A Polícia da Cidade de Londres, chefiada pelo Comissário da Polícia, é formada por cinco direções principais:
- Diretoria de Crimes Financeiros
- Diretoria de Contraterrorismo e crimes de gravidade
- Diretoria de Apoio Técnico Científico
- Diretoria de Policiamento
- Diretoria de Serviços Administrativos

Como a cidade de Londres é um grande centro financeiro mundial, a sua polícia formou uma grande equipe de especialistas em investigações de fraudes econômicas e financeiras.

## Galeria

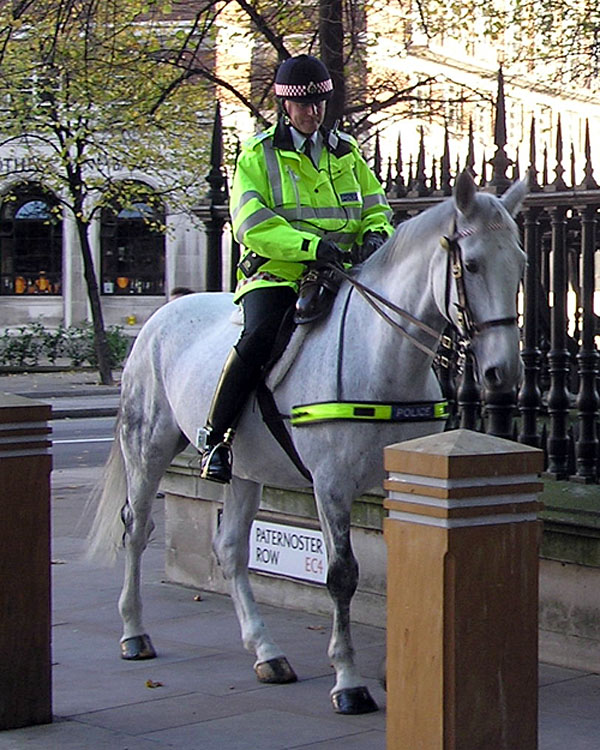
Cavalariano da Polícia
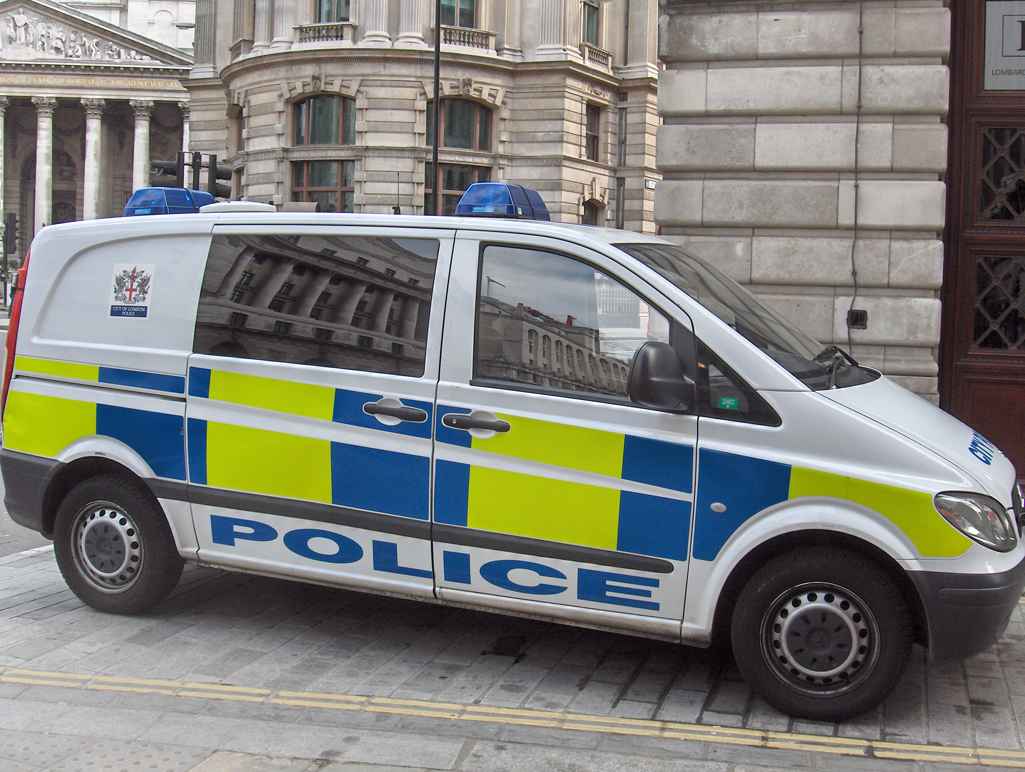
Camioneta policial
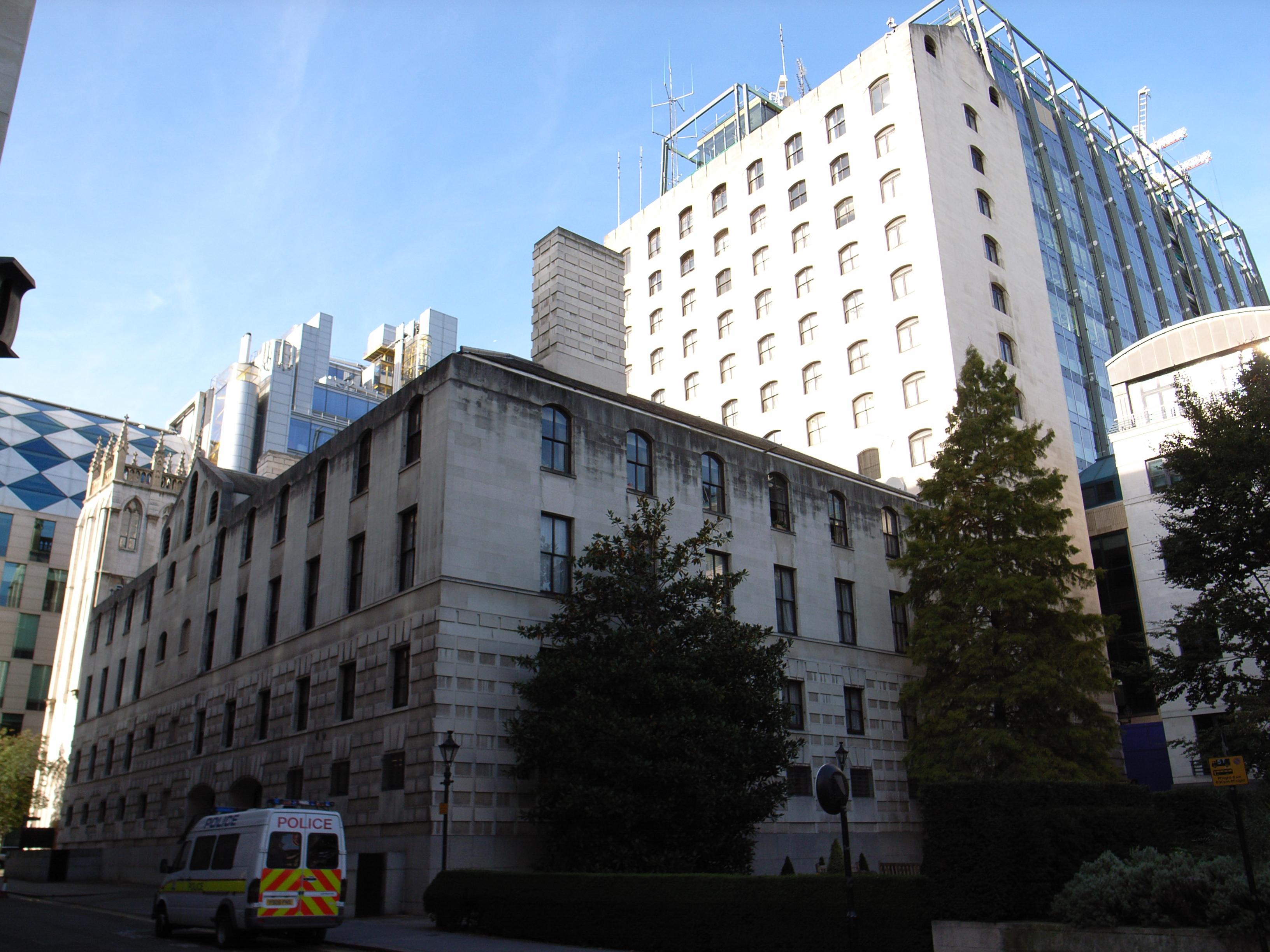
Posto Policial de Wood Street
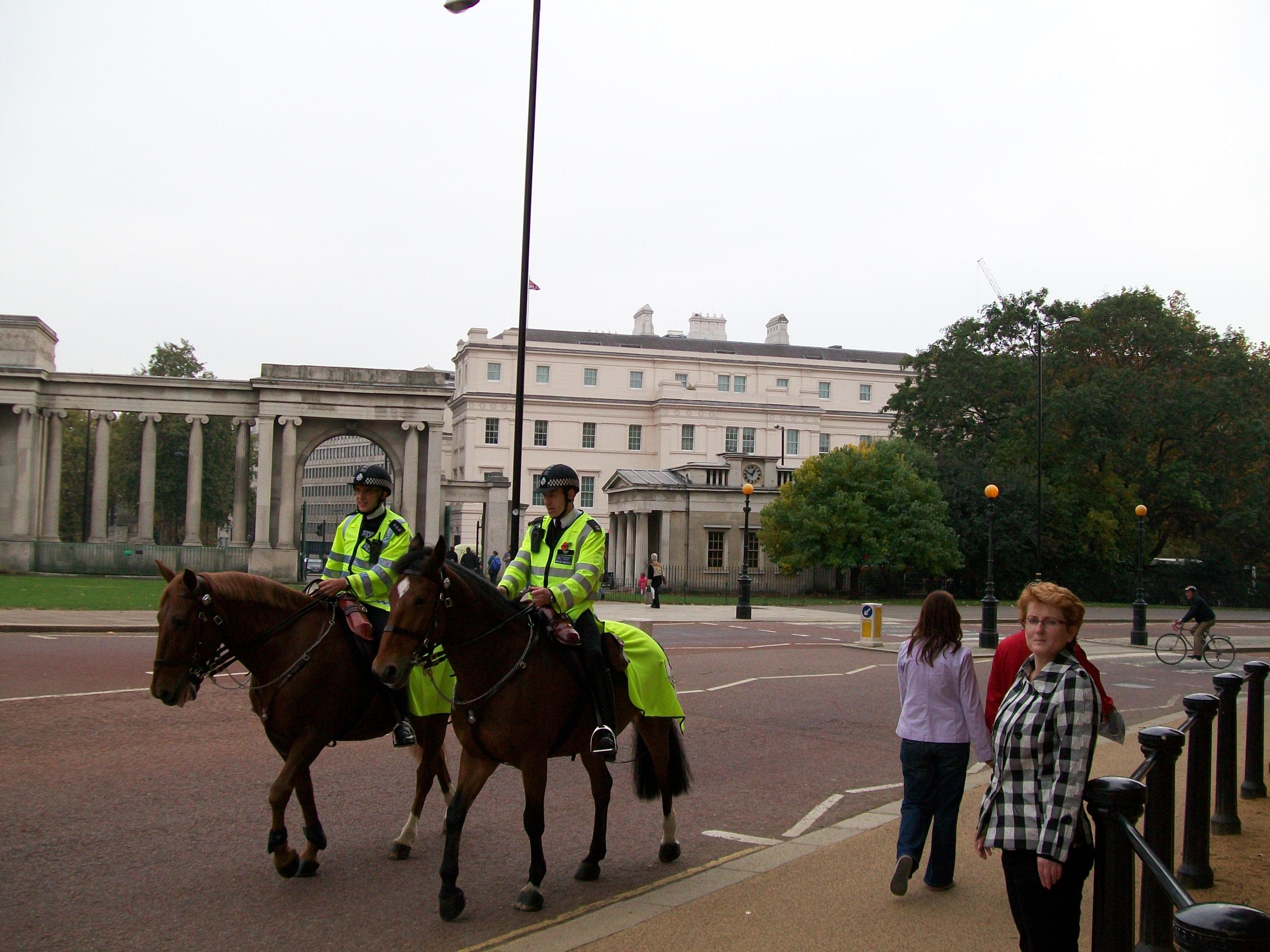
Polícia da Cidade de Londres

## Proibições legais
No Reino Unido, onde o direito é consuetudinário, membros do Partido Nacional Britânico (BNP), do Combat 18 (C18) e do British National Front estão proibidos de integrarem a polícia e os serviços prisionais, por suspeita de estarem ligados ao assassinato de imigrantes e de membros de minorias étnicas, e pela publicação da revista Redwatch, com informações pessoais de opositores políticos e jornalistas.